# Sanzeno
Sanzeno là một đô thị ở tỉnh Trento ở vùng Trentino-Alto Adige/Südtirol của Ý, tọa lạc cách 35 km về phía bắc của Trento. Tại thời điểm ngày 31 tháng 12 năm 2004, đô thị này có dân số 948 người và diện tích là 8,0 km².
Đô thị Sanzeno có các frazioni (đơn vị trực thuộc, chủ yếu là các làng) Banco, Casez and Piano.
Sanzeno giáp các đô thị: Cles, Coredo, Dambel, Revò, Romallo, Romeno, Taio và Tassullo.